# 길티 기어 스트라이브
《길티 기어 스트라이브》는 아크 시스템 웍스가 개발하고 배급한 대전 격투 게임이다. 《길티 기어》 시리즈의 일곱 번째 본편 게임으로, 플레이스테이션 4, 플레이스테이션 5 및 윈도우 플랫폼으로 2021년 6월 11일 전세계에 동시 출시됐다. 2021년 7월 일본 지역 아케이드에서 가동 시작했으며, 2023년에 엑스박스 원 및 엑스박스 시리즈 X/S로 이식됐다.
《길티 기어 스트라이브》는 시리즈의 게임플레이를 재구성해 다양한 시스템들을 변경하고 개량한 것이 특징이다. 시리즈의 독특한 즉사 기술 '인스턴트 킬'이 삭제됐으며 구석에서 콤보를 시행할 시 상대방을 날려 스테이지를 이동하는 '월 브레이크' 시스템이 추가됐다.

## 반응
《길티 기어 스트라이브》는 리뷰 애그리게이터 웹사이트 메타크리틱에서 "대체적으로 긍정적인 평가"를 기록했다.

## 참조

### 내용주
1. ↑  영어: Guilty Gear Strive, 일본어: ギルティギア ストライヴ, 표기 《길티 기어 -STRIVE-》